# 106-я кавалерийская дивизия
106-я Казахская национальная кавалерийская дивизия — соединение кавалерии РККА, созданное во время Великой Отечественной войны 1941—1945 год.

## Неоднозначность освещения темы
В военно-исторических трудах периода СССР и постсоветского периода посвящённые Великой Отечественной войне, информации о 106-й кавалерийской дивизии практически не имеется.
В официальном документе, изданном Генеральным штабом ВС СССР в 1956 году, в котором были указаны все дивизии Красной армии, участвовавшие в боевых действиях («Перечень № 6 кавалерийских, танковых, воздушно-десантных дивизий и управлений артиллерийских, зенитно-артиллерийских, минометных, авиационных и истребительных дивизий, входивших в состав Действующей армии в годы Великой Отечественной войны 1941—1945 гг.») — 106-я кавалерийская дивизия не упоминается.
В научно-исследовательском коллективном труде военных историков «Великая победа советского народа 1941—1945 гг», вышедшей в 1976 году под редакцией маршала Советского Союза Андрея Гречко, упоминается о факте создания в Казахской ССР, подготовке и отправке на фронт 106-й кавалерийской дивизии
На государственном российском интернет-портале «Память народа», о 106-й кавалерийской дивизии имеется только указание временного промежутка, в котором дивизия находилась в составе действующей армии (1 декабря 1941 года — 30 апреля 1942 года), без указания источника информации.
Подробности о боевом пути и составе 106-й кавалерийской дивизии, стали известны только в 2010 году, благодаря совместным исследованиям украинского историка Татьяны Крупы из Харьковского национального университета, военного историка Леонида Карцева и главы казахской общины Харькова Макки Каражановой, обнаруживших архивные документы, которые в первую очередь подтверждали сам факт существования дивизии.

## История дивизии
С декабря 1941 года по март 1942 года в Акмолинске формировалась Казахская национальная кавалерийская дивизия. Как свидетельствует протокол № 87 бюро горкома КП(б)К Акмолинской области от 24 ноября 1941 года, призыву подлежали лучшие из лучших, «независимо от занимаемой должности, лишь бы по своим качествам соответствовали предъявляемым высоким требованиям при формировании национального воинского соединения…».
Акт приёмки дивизии:

Совершенно секретно.
Акт приемки 106-й дивизии.
Численный состав дивизии: 4091 человек
Вооружение:
Автоматы: 0*
Наганы: 0*
Винтовки: 102*
Миномёты 50 мм: 43
Миномёты 82 мм: 18
Кони: 3180
— * Как видно из акта, винтовок был некомплект, автоматы и пистолеты отсутствовали полностью. Все 102 винтовки были распределены:
269 кавполк — 25 винтовок,
288 кавполк — 16 винтовок
307 кавполк — 10 винтовок
артиллерийский дивизион — 13 винтовок,
взвод ОО (охраны и обслуживания) — 7 винтовок.
— (Примечание: Из 4091 человека в составе кавалерийских полков было 3220 кавалериста, на всех имелось 3100 шашек, тоже некомплект…)

16 марта 1942 года вышел приказ о полном расформировании 106 кавалерийской дивизии и пополнении её подразделениями других кавалерийских частей, но 21 марта 1942 года поступает телеграфное распоряжение, в котором говорится, что 106 дивизию нужно немедленно отправить на фронт.
Из приказа ставки Верховного главного командования от 16 марта 1942 года:
«В целях поднятия боеспособности кавалерийских частей и создания необходимых ресурсов для своевременного обеспечения вполне подготовленным маршевым пополнением ставка Верховного главного командования приказывает:
 — расформировать 100-ю узбекскую, 106-ю казахскую и 107-ю кыргызскую национальные кавалерийские дивизии САБО;
 — вооружённые расформированные кавдивизии обратить в распоряжение военных советов на довооружение остающихся во фронтах кавдивизий, представив ГАУ к 1 апреля донесение о количестве переданного вооружения».
И 23 марта 1942 года 106 кавалерийская дивизия из г. Акмолинска отправляется в действующую армию и вливается в состав 6-го кавалерийского корпуса генерала А. Носкова. Состав 6 кавалерийского корпуса (26кд, 28кд, 49кд) интенсивно проходил все виды боевой учёбы и совместного действия с танками. Ставка Верховного главнокомандования планировала в мае начать операцию по освобождению Харькова, где ударными войсками должны были быть кавалерийские корпуса во взаимодействии с танковыми бригадами. На усиление корпуса и была переброшена 106 кавалерийская дивизия.
106 кавдивизия шла двенадцатью эшелонами. Первый эшелон вышел из Казахстана 23 марта 1942 года, последний эшелон прибыл в Харьков 12 мая. Все эшелоны прибывали в Харьков один за другим, беспрерывно, в течение указанных дат.
Номера эшелонов
1. № 20691
2. № 20692
3. № 20693
4. № 20694
5. № 20695
6. № 20696
7. № 20697
8. № 20698
9. № 20699
10. № 20700
11. № 20701
12. № 20702

итого по 106кд — 4323чел.
Политическое донесение от 9 мая 1942 года. В нём речь идёт о собрании, проходившем в 6-м кавалерийском корпусе. Вот цитата из него:

«…сегодня к нам пришло пополнение. К корпусу прибыло пополнение в составе полной кавалерийской дивизии 4175 человек, в том числе комначсостава 356 человек, младшего начсостава 528 человека, рядового состава 3291 человек. Начальствующий состав дивизии состоит — из командного состава 200 человек, из политсостава — 59, административно-хозяйственного состава — 31, медперсонала — 27, ветеринарного состава — 21, технического состава — 7 человек. По национальности 90 процентов всего состава казахи… Политико-моральное состояние личного состава пополнения судя по их поведению в пути и как выявлено в беседах — здоровое. Пополнение обучено, обмундировано по-зимнему…»
В последних числах мая окружена в районе Красноград-Мерефа-Лозовеньки. По дате пленения бойцов и командиров 106-й кавалерийской дивизии — 26 и 27 мая 1942 года — можно утверждать, что почти все пропавшие без вести и пленённые свой последний бой приняли в районе деревни Лозовенька.

## Командование дивизии
- командир: майор Панков Борис Никифорович
- комиссар: старший батальонный комиссар Мамбатов Темиргали (с 3.03.42 по 20.03.42), политрук Сеитов Нуркан
- начальник штаба: майор Осадченко Павел Михайлович
- начальник политотдела: ст.политрук Кульмагамбетов Сагадат Мендыгожинович

## Состав дивизии
В состав 106-й кавалерийской дивизии входили следующие части:
- 269-й кавалерийский полк

- командир: майор Ахмамбетов Саугабай Шектимирович
- командир: капитан Руссов Павел Николаевич
- начштаба: капитан Джандаров
- комиссар: старший политрук Хасанов Ибрагим Садырдинович

- 307-й кавалерийский полк

- командир: майор Уваисов Тажгалий Тугаевич

- 288-й кавалерийский полк (сформирован в г. Семипалатинск)

- командир: майор Киселёв Иван Алексеевич
- комиссар: политрук Джамамбаев Мамбет Шокеевич

- 95-й отдельный конно-артиллерийский дивизион

- командир: капитан Заикин Григорий Афанасьевич

- 77-й отдельный полуэскадрон связи